# Jorge Castro (piłkarz)
Jorge Alejandro Castro (ur. 11 września 1990) – kostarykański piłkarz występujący na pozycji napastnika. Zawodnik klubu Universidad de Costa Rica.

## Kariera klubowa
Castro seniorską karierę rozpoczął w 2009 roku w zespole Deportivo Saprissa z Primera División de Costa Rica. W sezonie 2009/2010 wywalczył z nim mistrzostwo fazy Verano. W 2010 roku odszedł do Universidadu de Costa Rica, także grającego w Primera División.

## Kariera reprezentacyjna
W 2011 roku Castro został powołany do reprezentacji Kostaryki na Copa América. Na tamtym turnieju, zakończonym przez Kostarykę na fazie grupowej, nie zagrał jednak ani razu.